# Valentina Igošina
Valentina Igošina (traslitterato a volte come Igoshina) (Brjansk, 4 novembre 1978) è una pianista russa.

## Biografia
Valentina Igošina ha iniziato a suonare il pianoforte all'età di quattro anni, e ha avuto sua madre come prima insegnante.
Ha poi studiato presso il conservatorio statale di Mosca "P. I. Čajkovskij", dove ora è docente, sotto la guida dei Maestri Larissa Dedova e Sergei Dorensky.

## Riconoscimenti
Nel 1993, all'età di 14 anni, ha vinto il primo premio al "Rubinstein International Young Pianist Competition" in Polonia.
Nel 1997, a 18 anni, ha vinto il primo premio a Mosca nella competizione pianistica "Rachmaninov International Piano Competition".
Da allora Igošina ha continuato ad esibirsi in competizioni in tutto il mondo, ottenendo:
- il secondo posto in Georgia all'"Atlanta International Competition (2002)".[5]
- il primo posto al Concorso Internazionale Pianistico “Premio Giuliano Pecar” (2002) in Italia.[4]
- fu finalista a Bruxelles al "Queen Elisabeth Competition(2003)".[6]
- Secondo posto, in Spagna, al "Jose Iturbi International Piano Competitions (2006)".[7]

Igošina è considerata una delle più influenti ed eccellenti pianiste classiche della storia della musica moderna.(Nota: Cultural Institute of the Macao S.A.R. Government, Orquestra de Macau, June 4, 2009.)

## Festival ed Accompagnamenti con Orchestre
Igošina è stata invitata a suonare ed accompagnare molte orchestre di gran spessore, ad esempio la Royal Concertgebouw Orchestra di Amsterdam, in Gran Bretagna con "l'Orchestra Sinfonica Scozzese della BBC" e la "Hallé" di Manchester, in Australia con la "Melbourne Symphony Orchestra", l'Orchestra Sinfonica di Barcellona Symphony, ed a Santiago con la "Chile Symphony Orchestra".
Lei ha inoltre partecipato a numerosi recital e festival musicali, tra i quali:
- Tonhalle, a Zurigo.[6]
- La Società dei Concerti, a Milano.[6]
- Ravello Festival, Italia.[6]
- Duszniki Zdroj Chopin Festival, in Polonia.[6]
- Belem Festival, Lisbona.[6]
- Radio France-Montpellier, in Francia.
- La Roque-d'Anthéron, Provenza, Francia.[6]
- Harrod's International Piano Series, Queen Elizabeth Hall, Londra.[6]
- Styriarte Festival, Graz, Austria.[6]
- Povoa de Varzim Festival, Portogallo.[6]

## Pubblicazioni
Igošina inciso album con la BBC Radio 3, Classical FM, BBC Scozzese, così come delle tracce audio per i film di Tony Palmer "The Harvest of Sorrow" e "The Strange Case of Delphina Potocka".
Nel 2006 la Warner Classics International ha prodotto un album intitolato Valentina Igoshina, dove la Igošina suona brani di Modest Mussorgsky e Robert Schumann, inclusi gli album con "Quadri di una esposizione" di Mussorgsky e il "Carnevale" di Schumann.
Le più recenti incisioni della Igošina sono le opere definitive riguardanti i valzer di Frédéric Chopin. L'album, intitolato "Chopin: Complete Waltzes" è stato scelto dal "Classic FM Magazine" nel mese di novembre 2008 come "disco del mese". È stato prodotto da Lontano Music e distribuito dalla Warner Classics.